# Gilbertville, Iowa
Gilbertville là một thành phố thuộc quận Black Hawk, tiểu bang Iowa, Hoa Kỳ. Năm 2010, dân số của thành phố này là 712 người.

## Dân số
Dân số qua các năm:
- Năm 2000: 767 người.
- Năm 2010: 712 người.